# Xã Cedar, Quận Martin, Minnesota
Xã Cedar (tiếng Anh: Cedar Township) là một xã thuộc quận Martin, tiểu bang Minnesota, Hoa Kỳ. Năm 2010, dân số của xã này là 223 người.